# 5 лютого
5 лютого — 36-й день року в григоріанському календарі. До кінця року залишається 329 днів (330 днів — у високосні роки).

## Свята і пам'ятні дні

### Міжнародні
- Міжнародний день проєктування UI/UX

### Національні
- Бурунді: День єдності.
- Мексика: День Конституції.
- Пакистан: День солідарності з Кашміром.
- Сан-Марино: День святої Агати і звільнення від Альберонійської окупації.
- Україна:День Державної спеціальної служби транспорту
- США: Національний день метеоролога.
- Танзанія: День Чама Ча Мапіндузи.
- Фінляндія: День народження поета Йохана Людвіга Рунеберга. День прапора.

### Релігійні

#### Західне християнство
- Пам'ять святих Аделаїди Віліхської[en], Аґати Сицилійської, Алцима Екдіція Авіта, Бертульфа Рентійського[en] та Інґенвіна Сабіонського[en];
- Пам'ять Роджера Вільямса та Енн Гатчінсон (Єпископальна церква).

#### Східне християнство[1]
- Пам'ять мучениці Агатії Сицилійської;
- Пам'ять святителя Теодосія Чернігівського;
- Пам'ять мучениці Теодули і мучеників Елладія, Макарія і Євагрія;
- Єлецько-Чернігівської, Сицилійської, або Дивногорської, і званої «Віднайдення загиблих» ікон Божої Матері.

## Іменини
✝  Католицькі: Аделаїда, Аґата, Алцим, Екдіцій, Інґенвін.
✙ Православні: Агатія, Елладій, Євагрій, Макарій, Теодосій, Теодула.

## Події

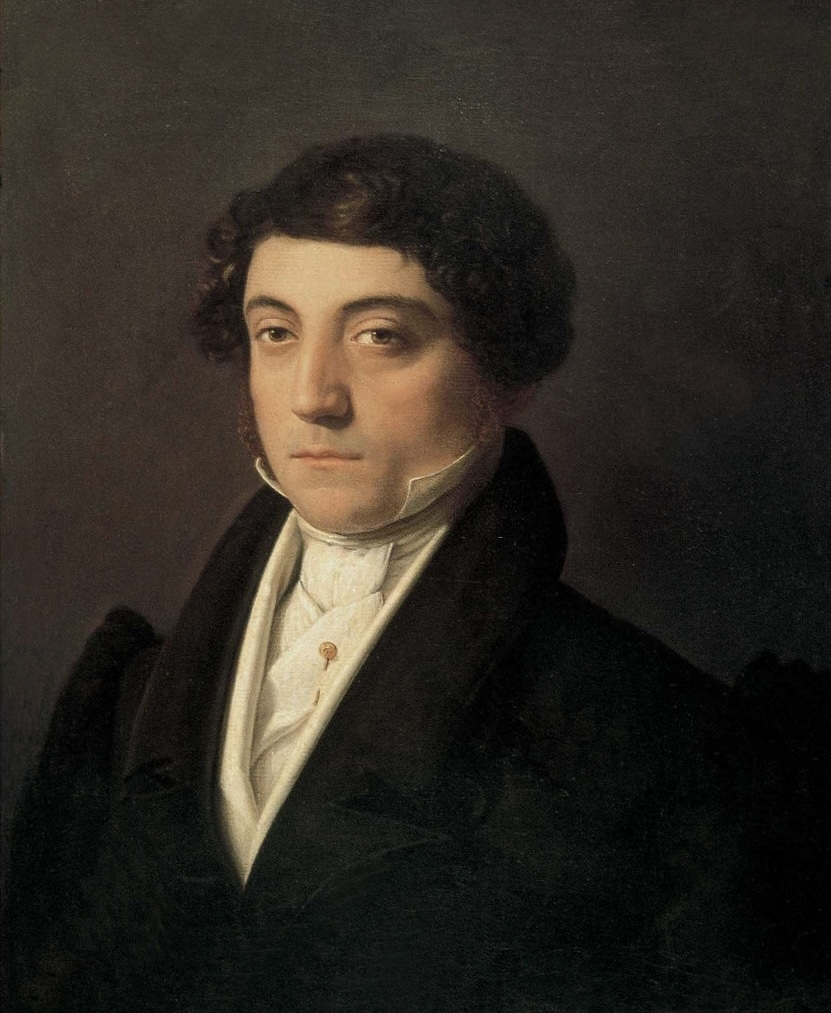
Джоаккіно Россіні

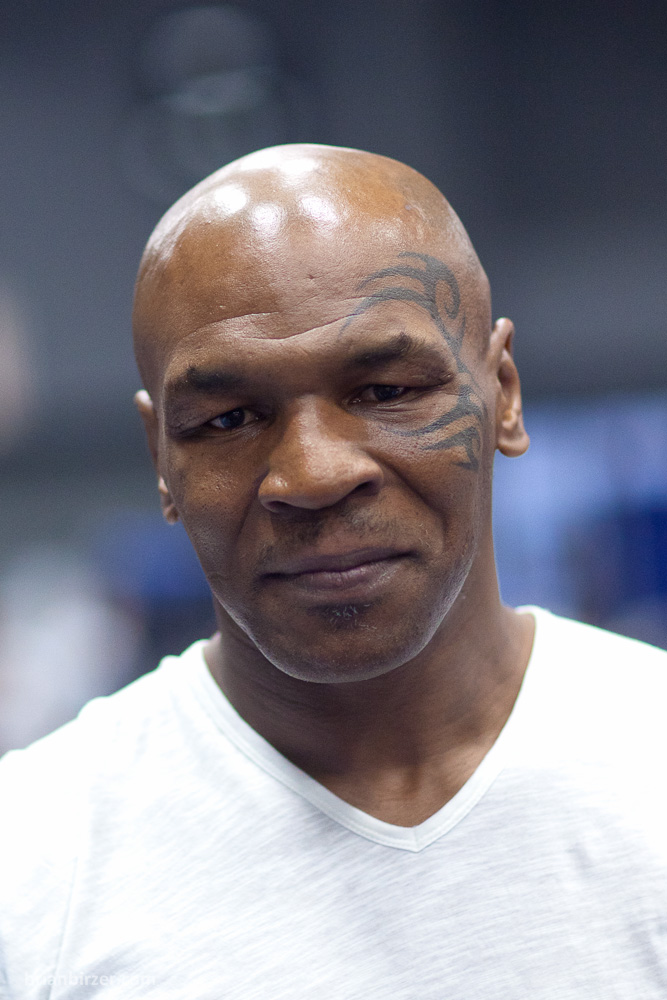
Майк Тайсон

- 1494 — укладено «вічний мир» між великими князями Литви й Московії — Олександром Ягеллончиком та Іваном III, що завершив литовсько-московську Прикордонну війну 1492—1494 років
- 1585 — у Львові засновано Успенське ставропігійське братство
- 1597 — за наказом Тойотомі Хідейосі в Нагасакі розіп'яті 26 ранніх японських християн
- 1783 — в області Калабрія на півдні Італії почався землетрус, що тривав майже два місяці. Потужні підземні поштовхи й цунамі зруйнували місто Реджо-ді-Калабрія і ще 180 населених пунктів. Жертвами стихії стали близько 60 тисяч осіб, ще понад 10 тисяч життів забрали епідемії, викликані антисанітарією
- 1803 — реорганізація системи освіти в Росії (створення навчальних округів, а також 4 типів навчальних закладів: шкіл, гімназій, ліцеїв і університетів)
- 1816 — у Римі відбулася прем'єра опери Джоаккіно Россіні «Севільський цирульник» (інший варіант — 20 лютого)
- 1818 — після смерті Карла XIII королем Швеції та Норвегії став Карл XIV Юган, відомий раніше як маршал Франції Жан Батіст Бернадот
- 1850 — американська компанія «Фелікс» запатентувала арифмометр — настільну механічну обчислювальну машину для виконання чотирьох арифметичних дій
- 1859 — Александру Йоан Куза об'єднав князівські титули Молдови і Валахії, що стало кроком до виникнення сучасної Румунії
- 1861 — у Філадельфії (США) Коулмен Селлерс запатентував кінематоскоп
- 1887 — у міланському театрі «Ла Скала» відбулась прем'єра опери Джузеппе Верді «Отелло»
- 1899 — Філіппінсько-американська війна: битва за Манілу завершилась перемогою США
- 1904 — війська США покинули Кубу після шести років окупації. Президент Республіки Куба Томас Пальма подякував американцям за дружбу
- 1913 — у Львові у залі Українського народного дому всі українські академічні товариства («Академічна поміч», «Український студентський союз», «Академічна громада», «Основа», «Бандурист», «Медична громада», «Кружок правників» та інші) влаштували великий академічний бал
- 1917 — схвалена чинна конституція Мексики, яка першою в світі закріпила соціальні права
- 1918 — у Києві на засіданні Ради народних міністрів УНР ухвалено план організації реєстрового «Вільного козацтва» в Україні, яке мало здійснювати внутрішню охорону повітів, та проєкт закону про громадські роботи
- 1918 — командуючий військами Народного секретаріату УСРР Муравйов віддав наказ про загальний наступ на Київ. У цей день почався штурм Печерська з боку станції Київ-Товарна і з боку ланцюгового мосту. Були зайняті робітничі околиці. Деякі частини прорвались до центру міста
- 1918 — війська УНР залишили станцію Козятин
- 1918 — ЦВК Рад Румчероду опублікував постанову, у якій говорилось, що він вважає себе у стані війни з Румунією і оголошувалась мобілізація загонів, сформованих на добровільних засадах, та транспортної флотилії в Одесі і Тираспольському, Херсонському, Аккерманському, Бендерському і Одеському повітах.
- 1919 — перша в Європі регулярна пасажирська авіалінія компанії Deutsche Luft-Reederei GmbH зв'язала в Німеччині Берлін і Веймар
- 1919 — під натиском більшовицької навали українські війська (корпус Січових стрільців) остаточно залишили Київ
- 1919 — вранці до Броварів під прапором Червоного Хреста прибула делегація Київської ради робітничих депутатів, яка повідомила про залишення міста військами УНР. Того ж дня Богунський і Таращанський полки під командуванням Миколи Щорса та Боженка увійшли до Києва
- 1919 — у Харкові на засіданні РНК України ухвалено Тимчасове положення про організацію місцевих органів радянської влади та порядок управління. Вищою владою на місцях вважалися з'їзди рад — губернські, повітові, волосні
- 1919 — Чарлі Чаплін, Мері Пікфорд, Дуглас Фербенкс і Д. В. Ґріффіт створили голівудську кіностудію United Artists
- 1924 — радіо ВВС почало передавати з Гринвіцької обсерваторії сигнали точного часу
- 1926 — збройний напад на радянських дипкур'єрів Т. Нетте (вбитий) та І. Махмасталя (поранений) на території Латвії. День пам'яті дипкур'єрів, що загинули під час виконання службових обов'язків
- 1928 — німецький хімік Адольф Віндаус уперше синтезував вітамін D, брак якого спричиняє рахіт
- 1924 — Гринвіцька обсерваторія почала передавати погодинні  сигнали точного часу по радіо
- 1935 — у Нью-Йорку організатори професійного боксу ухвалили рішення, що двобої за чемпіонське звання не можуть тривати більше 15 раундів
- 1936 — на екрани США вийшов новий фільм Чарлі Чапліна «Нові часи»
- 1946 — набув чинності «Договір між СРСР і Польською Республікою про радянсько-польський державний кордон»
- 1952 — Нью-Йорк став першим містом світу, де почали використовувати триколірні світлофори
- 1953 — у нью-йоркському Roxy Theatre пройшла прем'єра діснеєвського фільму «Пітер Пен»
- 1956 — завершилися VII Зимові Олімпійські ігри на італійському курорті Кортіна д'Ампеццо
- 1958 — під час військових навчань поблизу узбережжя Джорджії в авіакатастрофі загублено водневу бомбу, яку не вдалося знайти досі
- 1960 — прийнято постанову ЦК КПРС і Ради Міністрів СРСР про організацію в Москві Університету дружби народів (із 1961 року він носить ім'я Патріса Лумумби)
- 1971 — з'явився фондовий індекс NASDAQ («Автоматизовані котирування Національної асоціації дилерів із цінних паперів США»)
- 1977 — заарештовані лідери Української Гельсінської групи Микола Руденко й Олекса Тихий
- 1979 — Аргентина відкрила антарктичну науково-дослідну станцію Бельграно II

- 1982 — через польські події уряд Великої Британії запровадив економічні санкції проти СРСР
- 1986 — в СРСР прийнято постанови про створення кооперативів у сфері споживання, громадського харчування та послуг
- 1989 — почав мовлення всеєвропейський канал Eurosport
- 1991 — столиця Киргизії, що 65 років носила ім'я Фрунзе, перейменована в Бішкек
- 1992 — Україна встановила дипломатичні відносини з Норвегією
- 1994 — на ринку Маркале у столиці Боснії і Герцеговини Сараєво вибухнула 120-мм мінометна міна. Загинуло 68 осіб, 144 було поранено. В обстрілі звинуватили сербську сторону, хоча прямих доказів цього не було
- 1998 — у Сімферополі вибухом смертельно поранений заступник голови Ради міністрів Криму Олександр Сафонцев
- 1999 — Майк Тайсон, колишній чемпіон світу з боксу серед професіоналів, одержав рік тюрми за побиття двох людей, машина котрих зіткнулася з автомобілем Тайсона. Боксер відсидів лише 3,5 місяці
- 2000 — петербурзький ОМОН вчинив масове вбивство 56-60 мирних жителів у Чечні
- 2009 — отримавши викуп 3 млн. 200 тис. доларів, сомалійські пірати відпустили судно «Фаїна», у складі екіпажу якого було 17 українців. Судно перебувало у полоні з 25 вересня 2008 р

## Народились

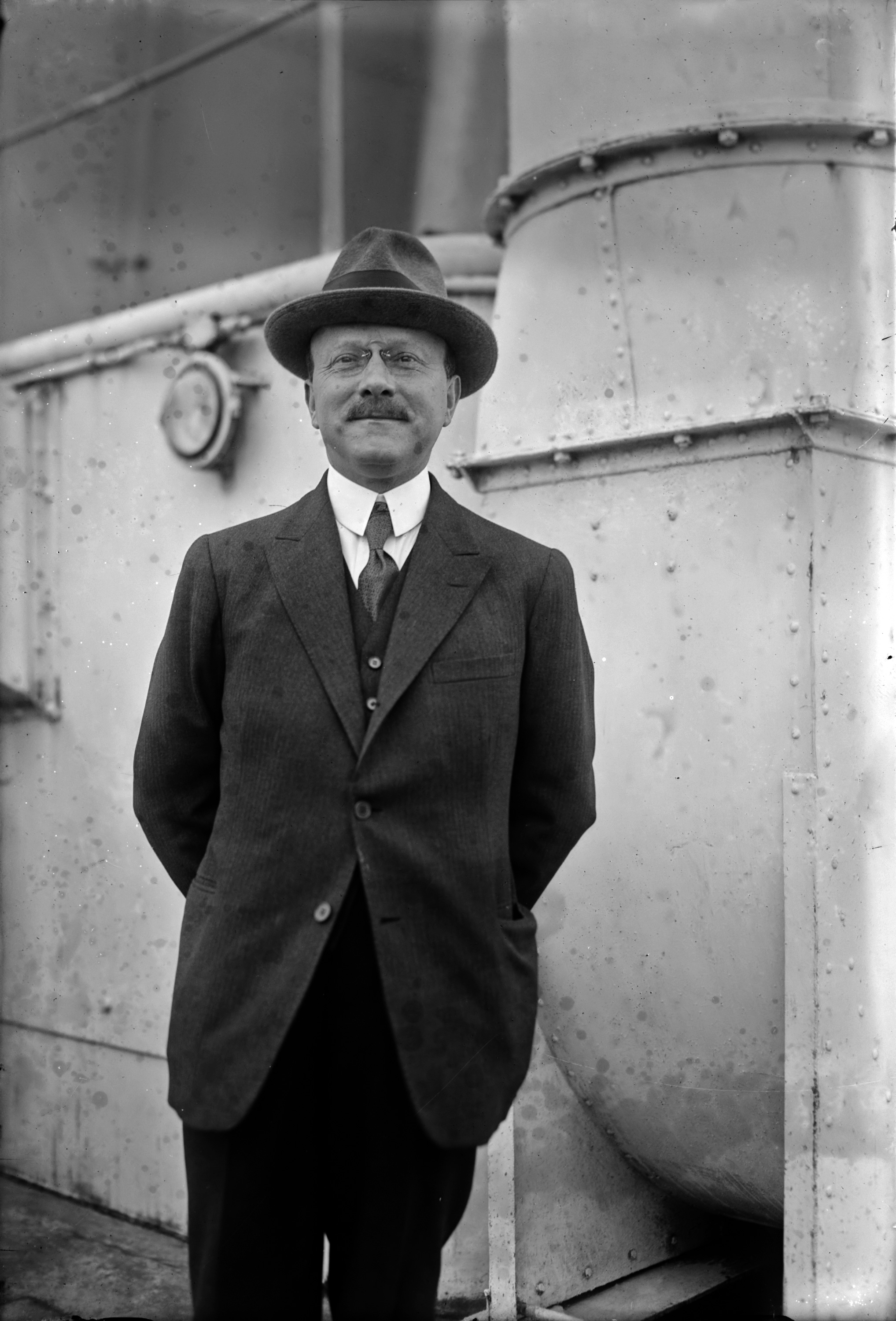
Андре-Густав Сітроен

Дивись також Категорія:Народились 5 лютого
- 1804 — Юган Людвіг Рунеберг, фіно-шведський поет-романтик, філософ
- 1840 — Гайрам Стівенс Максим, американський конструктор зброї, винахідник кулемета.
- 1840 — Джон Бойд Данлоп, шотландський ветеринар, винахідник пневматичних шин
- 1878 — Андре Сітроен, французький інженер і промисловець, творець однойменної автомобільної компанії.
- 1887 — Костянтин Калінін, український авіатор, авіаконструктор.
- 1887 — Микола Шарлемань, український зоолог.
- 1914 — Вільям Берроуз, американський письменник, натхненник руху бітників.
- 1934 — Генк Аарон, американський бейсболіст.
- 1939 — Рустам Ібрагімбеков, азербайджанський письменник, кіносценарист («Біле сонце пустелі»).
- 1943 — Майкл Манн, американський кінорежисер, сценарист, продюсер.
- 1948 — Свен Горан Ерікссон, шведський футбольний тренер («Лаціо» Рим, збірна Англії).
- 1950 — Віталій Зубар, український археолог, доктор історичних наук.
- 1971 — Сара Еванс, американська кантрі-співачка та автор пісень.
- 1985 — Кріштіану Роналду, португальський футболіст, нападник.
- 1992 — Неймар, бразильський футболіст, нападник.

## Померли

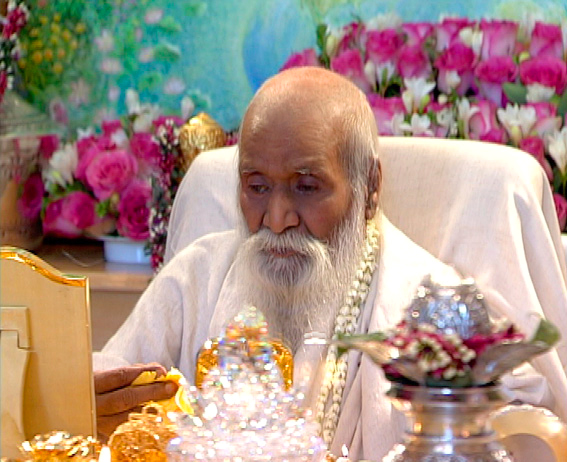
Махаріші Махеш Йогі

Дивись також Категорія:Померли 5 лютого
- 1590 — Бернардіно де Саагун, іспанський священик, перекладач, історик з доколумбової Мексики.
- 1615 — Укон Такаяма, японський політичний, військовий і релігійний діяч.
- 1637 — Йосиф Велямин Рутський, київський унійний митрополит, реформатор чернечого життя.
- 1679 — Йост ван ден Вондел, нідерландський поет і драматург; один з найяскравіших представників «Золотого століття» нідерландської літератури, основоположник нідерландської національної драми.
- 1714 — Карло Фонтана, італійський архітектор, скульптор та інженер.
- 1818 — Карл XIII, король Швеції і Норвегії.
- 1881 — Томас Карлайл, британський історик і філософ.
- 1925 — Антті Аматус Аарне, фінський фольклорист, автор загальновизнаної у світі класифікації казкових сюжетів.
- 1935 — Григорій Беклемішев, український піаніст, композитор, педагог.
- 1940 — Софія Русова, український педагог, прозаїк, літературознавець і громадська діячка, одна з піонерок українського жіночого руху.
- 1991 — Дін Джаггер, американський актор, лауреат премии «Оскар».
- 1999 — Василь Леонтьєв, американський економіст, лауреат Нобелівської премії з економіки (1973).
- 2000 — Анатолій (Анатоль) Лупиніс, український політичний та громадський діяч, поет.
- 2000 — Клод Отан-Лара, французький кінорежисер.
- 2008 — Махаріші Махеш Йогі, засновник трансцендентальної медитації та програми ТМ-Сідхи.
- 2015 — Вал Логсден Фітч, американський фізик, лауреат Нобелівської премії з фізики.
- 2020 — Кірк Дуглас, американський кіноактор і військовий, лауреат почесного «Оскара» «за видатний внесок у розвиток кіномистецтва». Батько актора Майкла Дугласа.
- 2025 — Ірв Готті, американський музичний продюсер.